# Arribes

Localizzazione vitivinicola di Arribes

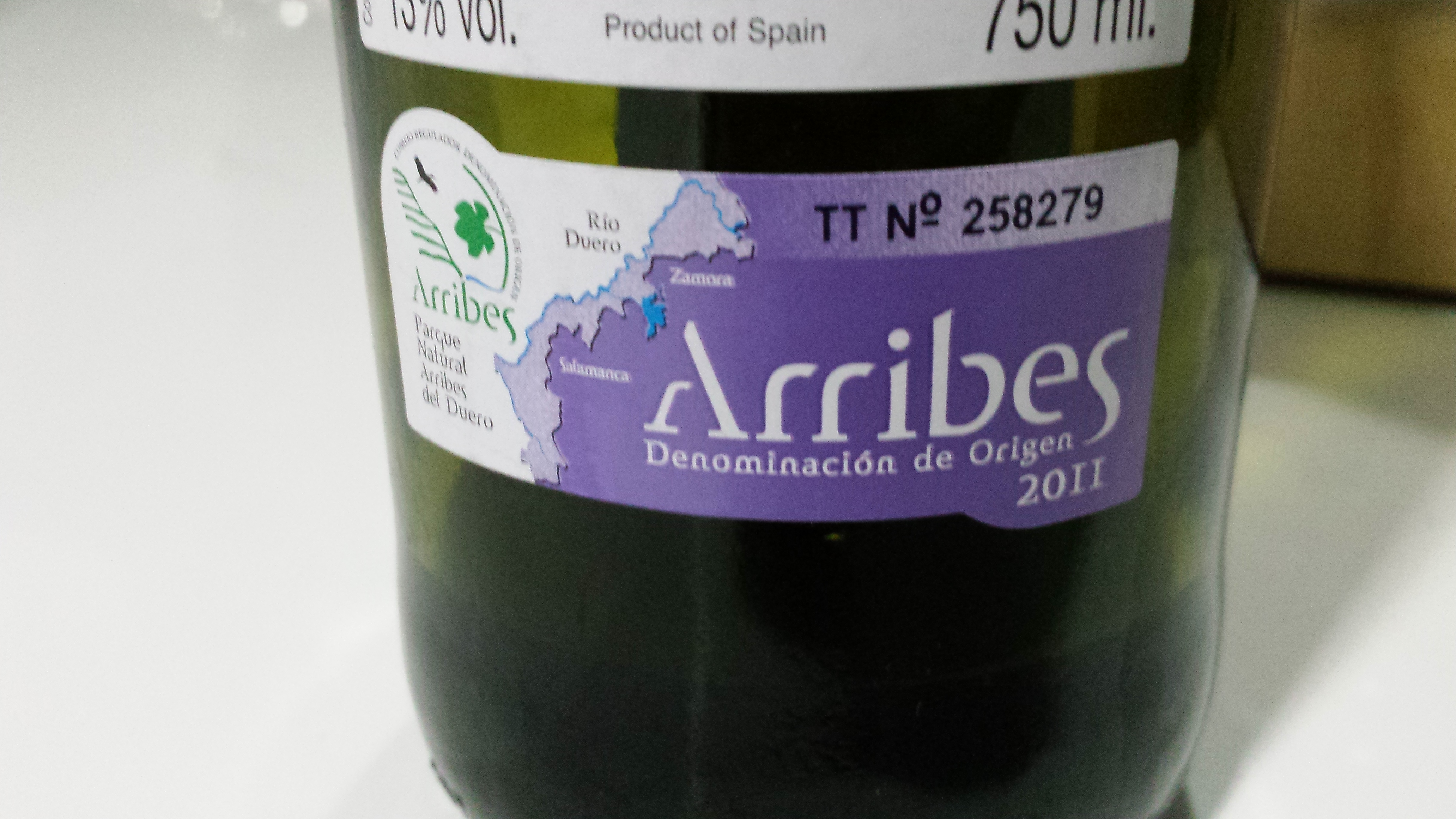
Etichetta di Arribes

Arribes è un vino DOC spagnolo che si produce nella zona vitivinicola del fiume Duero nelle province di Salamanca e Zamora nella Comunità autonoma di Castiglia e Léon.
La denominazione fu creata nel 2007 con l'ordine AYG/1264/2007 dell'11 luglio.

## Caratteristiche del vino

### Vino bianco
Colore: vino brillante,
Odore: Intensità aromatica medio-alta
Sapore: Vino secco con acidità equilibrata

## L'uva
- Rosso:
  - Varietà principali: Juan García, Rufete e Tempranillo
  - Varietà autorizzate: Mencía e Garnacha
- Bianco:
  - Varietà principali: Malvasia
  - Varietà autorizzate:  Verdejo e Albillo

### Rendimento massimo ammesso

#### Varietà rosse
7 000 chilogrammi di uve per ettaro
50,4 ettolitri per ettaro

#### Varietà bianche
10 000 chilogrammi di uve per ettaro
72 ettolitri per ettaro

## Bodega
Ad oggi esistono 14 bodega iscritte alla Denominación de Origen Arribes:
1. Bodega Cooperativa Virgen de la Bandera (archiviato dall'url originale il 12 marzo 2007), Fermoselle
2. Bodegas las Gavias (archiviato dall'url originale il 29 maggio 2013), Pereña de la Ribera
3. Bodegas viña romana (archiviato dall'url originale il 23 dicembre 2015), Villarino de los Aires
4. Cooperativa San Bartolomé, su Aldeadávila de la Ribera (Salamanca). URL consultato il 12 dicembre 2020 (archiviato dall'url originale il 12 aprile 2013).
5. Arribes del Duero Sociedad Cooperativa, Corporario-Aldeadávila de la Ribera
6. Bodegas Ribera de Pelazas, Pereña de la Ribera
7. Bodega Francisco Torollo, Corporario-Aldeadávila de la Ribera
8. Haciendas de España Wines Estates & Hotels (archiviato dall'url originale il 4 febbraio 2015), Fermoselle
9. Bodega Ocellvm Dvrii (archiviato dall'url originale il 22 dicembre 2015), Fermoselle
10. Bodega La Setera, Fornillos de Fermoselle
11. Terrazgo Bodegas de Crianza (archiviato dall'url originale il 19 novembre 2012), Fornillos de Fermoselle
12. Bodega Quinta las Velas (archiviato dall'url originale il 17 novembre 2015), Ahigal de los Aceiteros
13. Bodega AlmaRoja, Fermoselle
14. Bodega Dos Ingleses / Little House (archiviato dall'url originale il 1º agosto 2015), La Fregeneda